# Haviland, Ohio
Haviland är en ort (village) i Paulding County i Ohio. Vid 2020 års folkräkning hade Haviland 160 invånare.